# آلکلئا د تاخو
آلکلئا د تاخو (به اسپانیایی: Alcolea de Tajo) یک شهرستان در اسپانیا است که در استان تولدو واقع شده‌است.

## خصوصیات
آلکلئا د تاخو ۶۴ کیلومترمربع مساحت و ۸۴۳ نفر جمعیت دارد و ۳۴۰ متر بالاتر از سطح دریا واقع شده‌است.